# Venezuela en el Festival de la OTI
Venezuela concurrió ininterrumpidamente al Festival de la OTI desde su primera edición en 1972, celebrada en el Palacio de Congresos y Exposiciones de Madrid, España. En esa primera participación quedó en cuarta posición con la canción Sueños de cristal y miel interpretada por Mirla Castellanos.
La televisión venezolana exhibe como mejor resultado en la historia del festival dos triunfos: El primero de ellos registrado en Lima, Perú, en 1982, cuando el juvenil grupo Unicornio obtuvo contra todos los pronósticos que vaticinaban el triunfo español el primer lugar con la composición del actor y declamador Luis Gerardo Tovar y el músico Carlos Morean "Cuenta conmigo". La segunda ocasión se dio exactamente cinco años después, cuando en Lisboa 1987, con otra canción autoría del maestro Luis Gerardo Tovar, Venezuela se alzaba nuevamente con la victoria de la mano del tema "La felicidad está en un rincón de tu corazón", interpretada por Alfredo Alejandro. Asimismo, registra dos segundos lugares: en Acapulco 1976 con Soy cantada por el grupo Las Cuatro Monedas y en Caracas 1979 con Cuando era niño, obra de José María "Pollo" Sifontes, cantada por Delia Dorta. También, registra 3 terceros lugares: en Acapulco, en el año de 1974 con José Luis Rodríguez "El Puma", en San Juan de Puerto Rico en 1975 con Mirla Castellanos y en Valencia (España) en 1993, con el cantante de música típica venezolana, Luis Silva.
Además, Venezuela fue sede de la edición del festival celebrada en 1979 en el Teatro del Círculo Militar de Caracas, teniendo por presentadores a Carmen Victoria Pérez y Eduardo Serrano. La escenografía era en un tono liso celeste lilaceo, sobre el cual se ubicaba en el centro una luminosa alegoría de una llave musical en tonos morados y dorados, delante de ella la orquesta, que quedaba atrás de la zona de interpretación. Cabe destacar que como música incidental de dicha edición fue preparada una fantasía orquestal inspirada en el tradicional tema Alma llanera. El primer lugar le fue concedido al cantante Daniel Riolobos, quien representó a Argentina, quedando la representante de Venezuela en el segundo lugar.
Como nota anecdótica es de destacar que, durante la transmisión hacia Venezuela del Festival de 1973 ocurrida en Belo Horizonte, Brasil, en determinado momento la señal de audio se perdió debido a fallas de transmisión del satélite y, mientras se trabajaba en la resolución del percance en la estación satelital receptora (propiedad de la empresa de telecomunicaciones estatal CANTV y ubicada en la población venezolana de Camatagua), se decidió colocar música ambiental para suplir la falta del audio original. Este percance técnico impidió al público venezolano escuchar la interpretación realizada por su representante en el certamen, Mayra Martí, además de las participaciones restantes, por lo que el jurado venezolano no pudo emitir su votación por teléfono, como se acostumbraba en ese entonces.

## Participaciones de Venezuela en el Festival de la OTI
| Año  | Sede             | Artista                       | Canción                                      | Compuesta por                                 | Director orquesta      | Posición            | Pts |
| ---- | ---------------- | ----------------------------- | -------------------------------------------- | --------------------------------------------- | ---------------------- | ------------------- | --- |
| 2000 | Acapulco         | Mary Olga Rodríguez           | Yo cantante                                  | Alicia Lozada                                 | Vinicio Ludovic        | Semifinalista (11º) |     |
| 1998 | San José         | Asdrúbal Astudillo            | Más allá                                     | Erick Gabriel                                 |                        | Finalista (11º)     |     |
| 1997 | Lima             | Félix Valentino               | Nada igual que tu amor                       | Felix Valentino                               |                        | Finalista (4º)      |     |
| 1996 | Quito            | Dina                          | Junto a tu boca                              | Jean Paul Cole                                |                        |                     |     |
| 1995 | San Bernardino   | Rogelio Ortiz                 | El viaje                                     | Simón Díaz                                    | Alí Agüero             | 9º                  |     |
| 1994 | Valencia         | Luis Silva                    | Enfurecida                                   | Joel Leonardo, Luis Silva, Luis Oliver        | Miguel Delgado Estévez | 3º                  | 16  |
| 1993 | Valencia         | Nicolás Felizola              | No me arriesgo                               | Alejandro Salas                               |                        | 6º                  |     |
| 1992 | Valencia         | Karolina                      | Sueños                                       | Luis Alva                                     |                        | 4.º                 |     |
| 1991 | Acapulco         | Jesús Alfredo Ruiz            | Podría ser                                   | Jesús Alfredo Ruíz                            |                        | 23.º                |     |
| 1990 | Las Vegas        | Lilibeth Rodríguez            | Ser mujer                                    | Lila Morillo                                  |                        | 12.º                |     |
| 1989 | Miami            | Salvador Pino                 | Caras perdidas                               | Rafael Greco                                  |                        | 21.º                |     |
| 1988 | Buenos Aires     | Iñaki                         | Hoy me he vuelto a reír                      | Fernando Osorio, Juan Carlos Pérez Soto       |                        | 14.º                | 0   |
| 1987 | Lisboa           | Alfredo Alejandro             | La felicidad está en un rincón de tu corazón | Luis Gerardo Tovar                            | Arnoldo Nali           | 1º                  |     |
| 1986 | Santiago         | Nilda López                   | Un nuevo amanecer                            | Luis Cruz                                     | Horacio Saavedra       | 18º                 |     |
| 1985 | Sevilla          | Doris Hernández               | El primer vuelo                              | Pablo Schneider                               | Pablo Schneider        | 7º                  |     |
| 1984 | Ciudad de México | José Antonio García           | Ilusión de un soñador                        | Agny Mogollón                                 |                        | 8º                  |     |
| 1983 | Washington D. C. | María Teresa Chacín           | Esperanza americana                          | Chelique Sarabia                              | Eduardo Cabrera        | 5º                  | 62  |
| 1982 | Lima             | Grupo Unicornio               | Puedes contar conmigo                        | Luis Gerardo Tovar                            | Carlos Moreán          | 1º                  | 43  |
| 1981 | Ciudad de México | Neyda Perdomo                 | Aquel ciego                                  | Arnoldo Nali                                  | 17º                    | 7 pts               |     |
| 1980 | Buenos Aires     | Héctor Cabrera                | Haces bien                                   |                                               |                        | 16º                 | 8   |
| 1979 | Caracas          | Delia Dorta                   | Cuando era niño                              | José "Pollo" Sifontes                         | Aníbal Abreu           | 2º                  | 33  |
| 1978 | Santiago         | Nancy Ramos                   | Con la suerte a mi favor                     | Francisco Belisario                           |                        | 15º                 | 2   |
| 1977 | Madrid           | Héctor José                   | Iberoamérica toda                            |                                               |                        | 6º                  | 3   |
| 1976 | Acapulco         | Las Cuatro Monedas            | Soy                                          | Marlene O'Brien, Kenny O'Brien, Victor Daniel |                        | 2º                  | 13  |
| 1975 | San Juan         | Mirla Castellanos             | Soy como el viento, soy como el mar          | Luisito Rey                                   | Eduardo Cabrera        | 3º                  | 10  |
| 1974 | Acapulco         | José Luis Rodríguez "El Puma" | Vuélvete                                     | Pablo Schneider                               |                        | 3º                  | 11  |
| 1973 | Belo Horizonte   | Mayra Marti                   | Poema para el olvido                         | María de Lourdes Devonish, Eduardo Cabrera    | Eduardo Cabrera        | 9º                  | 3   |
| 1972 | Madrid           | Mirla Castellanos             | Sueños de cristal y miel                     | Pablo Schneider                               | Eduardo Cabrera        | 4º                  | 6   |

## Festivales organizados en Venezuela
| Edición  | Ciudad sede | Localización               | Presentandores                          |
| -------- | ----------- | -------------------------- | --------------------------------------- |
| OTI 1979 | Caracas     | Teatro del Círculo Militar | Carmen Victoria Pérez y Eduardo Serrano |